# Ekmanochloa

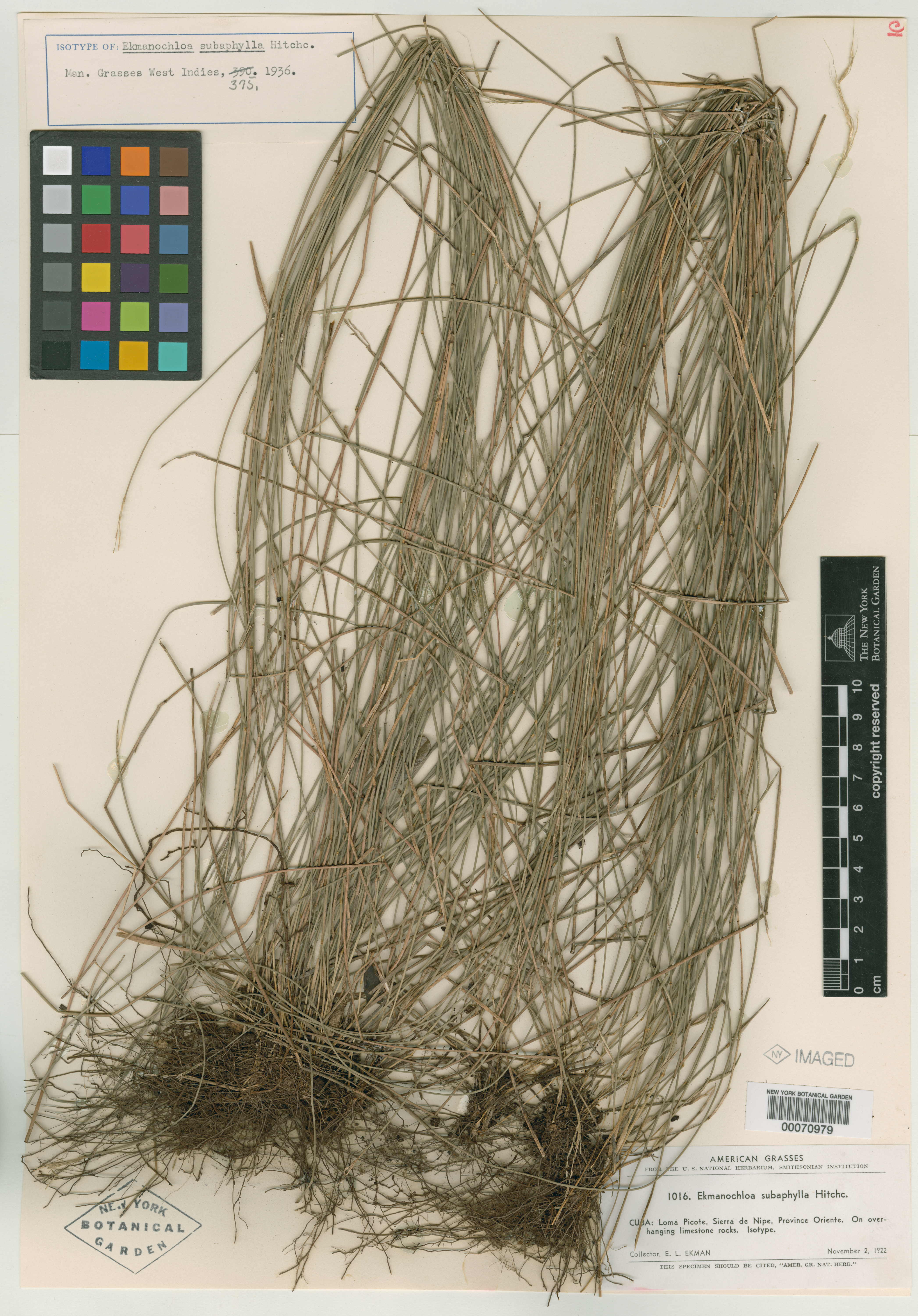
Ekmanochloa, género de plantas herbáceas endémico de Cuba perteneciente a la familia de las poáceas.

Ekmanochloa es un género de plantas herbáceas endémico de Cuba perteneciente a la familia de las poáceas. Tiene dos especies: 
- Ekmanochloa aristata Ekman
- Ekmanochloa subaphylla Hitchc.

Ambas están en peligro crítico de extinción.